# Csertetői csendőrsortűz
A csertetői csendőrsortűz a magyar munkásmozgalom egyik eseménye volt. A világgazdasági válság fejleményei miatt a Pécs-környéki bányászok az ellehetetlenülés peremére sodródtak. A szociális krízist a Horthy-féle állam nem tudta enyhíteni. A bányászok és családtagjaik tiltakozó menetébe a Csertetőn 1937. február 24-én a csendőrök belelőttek. Az erődemonstráció három halálos áldozatot követelt.

## A sortűz előzményei
Az 1929-ben kitört világgazdasági válság a magyar iparvállalatok számára jelentős visszaesést okozott. Az ipar visszaesése csökkentette korszak legfontosabb energiahordozója, a kőszén iránti keresletet. A működésük pénzügyi alapjait mindenképpen megtartani akaró bányavállalatok országszerte szigorú intézkedésekkel reagáltak a válságra. Így történt ez Pécsen is. Az osztrák Első Dunagőzhajózási Társaság (DGT) az elbocsátások mellett munkaidő-csökkentéssel, órabér-csökkentéssel és az egyéb juttatások megszüntetésével reagált. A DGT fizikai munkásait az addig sem magas fizetés csökkentése a teljes egzisztenciális ellehetetlenülés állapotába sodorta.
Pécsen a bányászok élethelyzetét nehezítette, hogy az őket foglalkoztató vasasi és mecsekszabolcsi bányaüzemek osztrák tulajdonban voltak, az üzem vezetése az osztrák tulajdonos hozzájárulása nélkül nem egyezkedhetett a munkásokkal, ellenben köteles volt a távoli tulajdonos kizárólag pénzügyi szempontú döntéseit végrehajtani. A munkások válsághelyzete nem múlt el a gazdasági válság végével, a bányavállalat a gazdasági helyzet javulása után sem kezdett a pénzügyi szigor enyhítéséhez. A bánya fizikai dolgozóinak fizetéséből különböző jogcímek alatt a bér akár 30%-át is elvonhatta, ez már a létminimum alá csökkentette a családfő keresetét. Az mecsekszabolcsi üzemben sztrájkok kezdődtek, a sztrájkok során a munkások többször harcoltak ki könnyítéseket, amelyeket a munkaadó a sztrájk befejezése után visszavont. 1936 őszén a helyzet a bányászok és a DGT között annyira elmérgesedett, hogy a Baranya vármegyei főispán révén az állam is bekapcsolódott a felek közötti alkudozásba. A bányavállalat vezetése a gazdasági helyzet stabilizálódása és az állami szénfelvásárlási ígéret (MÁV) ellenére sem volt hajlandó a bányászok fizetéscsökkentésének visszavonására, ugyanakkor lejárató cikkeket kezdett közölni a befolyása alatt álló újságokban a munkások mozgalmáról. 1937 februárjában a kritikus helyzetre tekintettel Petneházy László iparügyi államtitkár kereste meg a bányavállalat vezetését, ám a vállalat vezetői lényegében megfenyegették az államtitkárt, hogy ha a magyar állam a munkások oldalán avatkozna be a bérharcba, akkor a cég osztrák és olasz tulajdonosai államaik fellépését fogják kérni Magyarország ellen.
1937. február 23-án délután 2-kor a bércsökkentés visszavonását célzó tárgyalások eredménytelensége miatt a mecsekszabolcsi bányaüzemben sztrájk tört ki. A vállalat vezetésének kérésére a sztrájkoló üzemek területére fél századnyi katonai különítményt küldtek, amelyeket egy csendőrszakasszal is megerősítettek. A bányászok válaszul elbarikádozták magukat a föld alatt és a karbantartó személyzetet sem engedték dolgozni. Február 24-én a helyzetet rontotta, hogy a DGT vezetése konzultációkba kezdett Alliquander Ödön  miniszteri tanácsossal, aki az addigi tárgyalásokon részt vevő főispánnal és iparügyi államtitkárral ellentétben – a sztrájkolók elleni erőszakos fellépés pártján volt. Ő azt tanácsolta, hogy a föld alatti tiltakozóknak sem vizet, sem élelmiszert nem szabad lejuttatni, velük tárgyalni nem szabad. Ezek után a főispán hiábavalóan győzködte a vállalatvezetőt a bércsökkentés eltörléséről.

## A sortűz
A föld alatti dolgozók családtagjai és munkatársai eközben egy vasasi vendéglő udvarán kezdtek gyülekezni. A gyülekezők úgy határoztak, hogy Mecsekszabolcsra mennek, hogy a DGT üzemépületei előtt tiltakozzanak a bányavállalat magatartása ellen. A tiltakozók körülbelül 400-an indultak a Csertető nevű hegyen át vezető meredek úton Mecsekszabolcs felé. A mecsekszabolcsi csendőrőrsöt telefonon arra utasították, hogy ne engedjék be a tiltakozókat a településre. A csendőrök a Csertető aljánál, délután 4 és öt óra között egy temető közelében álltak a tiltakozók útjába. A csendőrparancsnok megállásra szólította fel a demonstrálókat. A történtekről olvasható beszámolók e ponttól kezdve eltérnek egymástól. A tüntetők beszámolói szerint a tömeg a megszokott munkásjelszavakat kiabálva, de fenyegetés és erőszak nélkül megközelítette a négyfős csendőrsorfalat, néhányan pedig át is mentek a csendőrök között. Az osztag parancsnoka ekkor annak ellenére lövetett a csendőrök között elvonuló tüntetők közé, hogy csendőreit addig semmiféle inzultus nem érte. A lövések hallatán a legtöbben a földre vetették magukat. A feltápászkodókat a csendőrparancsnok feloszlásra és távozásra szólította fel, majd még egyszer a tömegbe lövetett. A csendőrparancsnok beszámolója szerint a karókkal felfegyverkezett tömeg agresszívan viselkedett, a sorfal egyik tagját például egy bottal megütötték, ezért döntött a sortűz mellett. Állítása szerint a tömeg viselkedése tette szükségessé a második sortüzet is. A két sortűz után a tömeg meghátrált és menekülni kezdett a helyszínről. A helyszínen meghalt Keller János hosszúhetényi bányász, kórházba szállítását követően pedig a vasasi Hegedűs Mihály. Sebesüléseibe a következő napon halt bele Faitig Imre somogyi bányász.

## A sortűz következményei
A hatóság megkísérelte a sortűz tényét elkenni, Feitig Imre halálának elsődleges okaként a halotti anyakönyvi kivonatban például szívelégtelenséget is állapítottak meg, lőtt sebeit csak mellékesen említették. A sortűz áldozatait február 26-án délután nagy részvét mellett temették el lakóhelyük temetőiben.
A sortűz nyomán a DGT vezetése tovább fokozta a sztrájkolókon a nyomást. Megtiltotta a földalatti személyzettel való kapcsolatfölvételt, egyben elzárkózott a bércsökkentés visszavonása elől. Az állam nagyon kellemetlen helyzetbe került, mivel a közvélemény a sortűz után egyértelműen a bányászok oldalán állt, a bérlevonást pedig jogtalannak ítélte. Az állam célja az volt, hogy Baranyában elejét vegye a további rendzavarásnak és sztrájkoknak, ám a DGT bécsi központja egyszerűen nem állt szóba a magyar állam képviselőivel. A holtpontra jutott helyzetet az oldotta meg, hogy Bornemisza Géza iparügyi miniszter egy állami bérmegállapító bizottság kijelölésével zsarolta meg a DGT osztrák tulajdonosait.
A DGT kényszeredetten belement a bércsökkentés visszavonásába, ám feltételül a sztrájkoló bányászok elbocsátást szabta. A megegyezést közölték a sztrájkolókkal is, akik ekkor abbahagyták a munkabeszüntetést és csoportokban a felszínre jöttek. A 210 föld alatti sztrájkoló munkásból 11-et azonnal, 100-at két héten belül, maradékukat pedig három hónapon belül rúgtak ki a cégtől. A DGT a sztrájk végén tudatta a munkavállalókkal, hogy megszünteti a 8%-os bérlevonást, aminek kigazdálkodásához további 146 bányászt bocsátanak el a cégtől. A sztrájkot lezáró vizsgálatok során kiderült, hogy a föld alatti sztrájkolók a DGT állításával szemben nem rongálták meg a bánya berendezéseit és nem fosztották ki a dinamitraktárakat.
A sortűz semmit sem oldott meg. Bár az európai sajtó figyelme pár napra Pécsre irányult, de a bányászcsaládok reménytelen helyzetén ez mit sem segített. A bányavállalat megtörte a munkások ellenállását és győzelemmel került ki az állammal és a munkásokkal szembeni harcból is. A magyar állam a sortűz utáni időszakban támogatni kezdte a Pécs környéki bányászok kivándorlását. Ennek egyik leglátványosabb eredménye volt a belgiumi bányavállalatokkal kötött megállapodás, amelynek keretében a sztrájk résztvevőinek jelentős része Belgiumba vándorolhatott ki. A DGT osztrák anyavállalatának önállósága hamarosan megszűnt, a társaság a Hermann Göring Birodalmi Művek tulajdonába került.
A sortűz helyszínén 1951. szeptember 2-án emlékművet avattak, amelynél az államszocialista időszakban rendszeresen, később egyre ritkábban tartottak megemlékezéseket. A temető mellett csendőrsortűzről emlékezik meg Pákolitz István Csertető című elbeszélő költeménye, és a HétköznaPI CSAlódások punkzenekar Fekete gyémánt című száma.